# Едвард Джей Епштейн
Едвард Джей Епштейн (6 грудня 1935 — 9 січня 2024) — американський журналіст-розслідувач і професор політології Гарвардського університету, Каліфорнійського університету в Лос-Анджелесі та Массачусетського технологічного інституту.

## Молодість і освіта
Едвард Джей Епштейн народився в Нью-Йорку 6 грудня 1935 року. Він здобув ступінь бакалавра мистецтв і магістра мистецтв у Корнельському університеті. Одним із його професорів у Корнельському університеті був Володимир Набоков. У 1973 році він здобув ступінь доктора філософії з державного управління в Гарвардському університеті.

## Кар'єра
Епштейн викладав курси в цих університетах протягом трьох років. Будучи аспірантом Корнельського університету в 1966 році, він опублікував книгу Inquest, впливову критику розслідування Комісії Уоррена щодо вбивства Джона Ф. Кеннеді. Після викладання в Гарварді, Каліфорнійському університеті в Лос-Анджелесі та Массачусетському технологічному інституті Епштейн вирішив продовжити свою письменницьку кар'єру в Нью-Йорку.
Епштейн написав три книги про вбивство Кеннеді, зрештою зібрані в «Хроніки вбивств: розслідування, контрзмова та легенда» (1992). Його книги «Легенда» (1978) і «Обман» (1989) були засновані на інтерв'ю з керівником контррозвідки ЦРУ у відставці Джеймсом Ісусом Енглтоном, а його книга 1982 року «Зліт і падіння алмазів» була викриттям алмазної промисловості та її економічного впливу на південь Африки.
У книзі "Ви «коли-небудь пробували продати діамант?» (1982), Едвард Джей Епштейн детально описав важку маркетингову стратегію, використану алмазною компанією De Beers для перетворення крихітних камінчиків прозорого кристалізованого вуглецю на предмети масового ринку, які мають високий попит і високу ціну.
У своїй книзі «Таємна історія Арманда Гаммера» (1996 р.) автор, серед іншого, розповів, як плідний бізнесмен відмивав гроші для фінансування шпигунства на користь Рад у 1920-х і 1930-х роках.
У 2017 році Едвард Джей Епштейн став об'єктом документального фільму «Дзеркальна зала», знятого сестрами Еною та Інес Талакіч, прем'єра якого відбулася на 55-му Нью-Йоркському кінофестивалі. Фільм охоплює його найвідоміші статті та книги, в тому числі уважний погляд на висновки Комісії Уоррена, структуру алмазної індустрії, дивну кар'єру Арманда Хаммера, а також на внутрішню будову самої великої журналістики. Все це перепліталося з поточним розслідуванням обставин витоку секретних документів Едвардом Сноуденом у 2013 році, в результаті чого з'явилася книга Епштейна «Як Америка втратила свою безпеку» (How America Lost Its Secrets: Edward Snowden, the Man and the Theft).
Попри те, що в документальному фільмі та книзі стверджується, що Сноуден був російським шпигуном, ні те, ні інше не відповідає дійсності. Навпаки, у своїй книзі Епштейн робить висновок, що немає жодних доказів того, що Сноуден працював на російську розвідувальну службу, перебуваючи в Сполучених Штатах. Про це він пише у своїй книзі «Як Америка втратила свої секрети: Едвард Сноуден, людина і крадіжка», він сказав, що Сноуден, колишній цивільний підрядник Агентства національної безпеки, як одноголосно підтвердив Постійний комітет Палати представників з питань розвідки у своїй доповіді в грудні 2016 року,, вилучив цифрові копії 1,5 мільйона секретних файлів з АНБ. Епштейн також повідомив, що Едвард Сноуден їздив до Гонконгу, де таємно контактував з російськими урядовцями, про що Володимир Путін розповів на телевізійній прес-конференції 3 вересня 2013 року, виявив, на підставі свого доступу до розвідки США, що «з моменту прибуття Сноудена до Москви [23 червня 2013] він мав і продовжує мати контакти з російськими спецслужбами» — висновок, який Епштейн підтвердив разом з висновком, який Епштейн підтвердив разом із членом Конгресу Адамом Шиффом, демократом комітету, і Майком Роджерсом, республіканцем; всі демократи, а також республіканці підписали звіт.
Той факт, що перебіжчик до Москви контактував з 2013 по 2016 рік з ворожою розвідувальною службою, не робить його шпигуном, і тому Епштейн ніколи не стверджував, що Едвард Сноуден був шпигуном, ні у фільмі «Дзеркальний зал», ні у своїй книзі. Однак, він сказав: «Інші викривачі зверталися зі своїми проблемами до генерального інспектора своєї служби; на відміну від них, Сноуден „зв'язався“ з агентами російського уряду».

## Смерть
Епштейн помер від COVID-19 у своїй квартирі на Манхеттені, Нью-Йорк, 9 січня 2024 року у віці 88 років.

## Опубліковані роботи
- Дослідження: Комісія Воррена та встановлення істини
Inquest: The Warren Commission and the Establishment of Truth. New York: Viking Press. 1966. OCLC 391774.
- Контрсюжет
Counterplot. New York: Viking Press. 1969. OCLC 4405.
- Новини нізвідки: телебачення та новини
News from Nowhere: Television and the News. New York: Random House. 1973. ISBN 9780394463162. OCLC 495180.
- Між фактом і вигадкою: проблема журналістики
Between Fact and Fiction: The Problem of Journalism. New York: Vintage Books. 1975. ISBN 9780394713960. OCLC 1500255.
- Легенда: Таємний світ Лі Гарві Освальда
Legend: The Secret World of Lee Harvey Oswald. New York: Reader's Digest Press. 1978. ISBN 9780070195394. OCLC 3516389.
- Картель
Cartel. New York: Berkley Books. 1980 [1978]. ISBN 9780425044803. OCLC 11966305.
- Розквіт і падіння діамантів: розбиття блискучої ілюзії
The Rise and Fall of Diamonds: The Shattering of a Brilliant Illusion. New York: Simon and Schuster. 1982. ISBN 9780671412890. OCLC 8169228.
- Обман: невидима війна між КДБ і ЦРУ
Deception: The Invisible War Between the KGB & the CIA. New York: Simon and Schuster. 1989. ISBN 9780671415433. OCLC 19127470.
- Агентство страху: опіати та політична влада в Америці
Agency of Fear: Opiates and Political Power in America (вид. Revised). London: Verso. 1990. ISBN 9780860915294. OCLC 22277989.
- Хроніки вбивств: розслідування, контрзмова та легенда
The Assassination Chronicles: Inquest, Counterplot, and Legend. New York: Carroll & Graf. 1992. ISBN 9780881849097. OCLC 26751242.
- Досьє: Таємна історія Армана Хаммера 
Dossier: The Secret History of Armand Hammer. New York: Random House. 1996. ISBN 9780679448020. OCLC 33441238.
- Загальна картина: нова логіка грошей і влади в Голлівуді 
The Big Picture: The New Logic of Money and Power in Hollywood. New York: Random House. 2005. ISBN 9781400063536. OCLC 55625186.
- Голлівудський економіст: Прихована фінансова реальність за фільмами
The Hollywood Economist: The Hidden Financial Reality Behind the Movies (вид. 2nd). Brooklyn: Melville House. 2012. ISBN 9781612190501. OCLC 721886872.
- Три дні травня: секс, стеження та DSK 
Three Days in May: Sex, Surveillance, and DSK. Brooklyn: Melville House. 2012. ISBN 9781612191966. OCLC 801545032.
- Аннали нерозкритих злочинів
The Annals of Unsolved Crime. Brooklyn: Melville House. 2013. ISBN 9781612190488. OCLC 821701850.
- Щоденник убивства Джона Кеннеді: мої пошуки відповідей на таємницю століття
The JFK Assassination Diary: My Search for Answers to the Mystery of the Century. EJE Publication. 2013. ISBN 9781492831501. OCLC 865582282.
- Як Америка втратила свої секрети: Сноуден, людина та крадіжка 
 How America Lost Its Secrets: Snowden, the Man and the Theft. New York: Alfred A. Knopf. 2007. ISBN 9780451494566. OCLC 952546865.[22][23]
- Нічого не припускай: зустрічі з убивцями, шпигунами, президентами та потенційними володарями Всесвіту
Assume Nothing: Encounters with Assassins, Spies, Presidents, and Would-Be Masters of the Universe. New York: Encounter Books. 2023. ISBN 9781641772945. OCLC 1641772948.